# Lindenloch
Lindenloch ist eine Dorfwüstung westlich von Langenselbold im Main-Kinzig-Kreis in Hessen.

## Geografische Lage
Der Ort befand sich im Ronneburger Hügelland zwischen Langenselbold und Ravolzhausen auf einer leichten Anhöhe südöstlich des Fallbachtales (Flur Im Linnenlohrgut), nach anderen Angaben nahe dem Bruderdiebacher Hof. Heute befindet sich dort die Autobahnauffahrt Langenselbold West der A45.

## Geschichte
Lindenloch gehörte als Außenhof oder kleines Dorf zum Kloster Selbold. Nach der Säkularisation des Klosters war der Ort Bestandteil des ysenburgischen Gericht Selbold. Die Selbolder Rechnungen im Birsteiner Archiv belegen für das Jahr 1556 sieben Pachtzahlende. Wann die Siedlung aufgegeben wurde, ist unbekannt.

## Historische Namensformen
- Lindenloh (1238)[3]
- Lindeloch (1360)[4]